# 合心镇
合心镇，是中华人民共和国吉林省长春市绿园区下辖的一个乡镇级行政单位。中车长春轨道客车在该镇设有厂区。

## 行政区划
合心镇下辖以下地区：
新农家村、东安村、于家村、永跃村、哈达村、岳家村和三间村。